# 清宮虎多朗
清宮 虎多朗（せいみや こたろう、2000年5月26日 - ）は、千葉県八千代市出身のプロ野球選手（投手、育成選手）。右投左打。北海道日本ハムファイターズ所属。

## 経歴

### プロ入り前
幼稚園の年長（6歳）時に野球を始める。中学校2年の時に全国大会に出場。
八千代松陰高等学校では1年秋からベンチ入りし、2年秋からは背番号1を付けてエースを務めた。中学時代は軟式で最速125km/hだったが、食事や初動負荷トレーニングに打ち込むと、2年の春先までには最速143km/hまでに急成長し、注目を集めるようになった。3年時（2018年）の第100回全国高等学校野球選手権記念大会では、大会の1か月前に指のマメがつぶれ登板機会がほとんどなく、西千葉大会2回戦で敗退。甲子園出場は果たせなかった。高校の1学年下には長岡秀樹がいた。
2018年10月25日に行われたNPBドラフト会議では、東北楽天ゴールデンイーグルスから育成選手ドラフト1位指名を受けた。11月10日に支度金200万円、年俸250万円で入団に合意した（金額は推定）。背番号は135。11月22日の楽天の新入団選手発表会見では、名前が似ている北海道日本ハムファイターズ所属の清宮幸太郎（姓の読みは「せいみや」「きよみや」と異なる）と対戦したいと述べた。

### 楽天時代
2019年は極度の制球難に陥り、二軍への出場も果たせぬままシーズンを終えた。オフのみやざきフェニックス・リーグには参加し、2試合に登板している。
2020年は前年の制球難が改善し、3月に行われたロッテとの二軍練習試合では鳥谷敬らから三振を奪い、2イニング4奪三振無失点の好投を見せた。レギュラーシーズンはイースタン・リーグ4試合（8.2回）に登板し、0勝0敗、防御率0.00、12奪三振という成績を残した。
2021年は2月4日にトミー・ジョン手術を受けたため、同年はリハビリに専念した。育成選手の規約に基づき、11月1日付で自由契約選手として公示されたが、12月9日に育成再契約を結んだ。
2022年は6月に実戦復帰。イースタン・リーグでの登板は5試合、防御率は11.57に終わったが、シーズン終了後に行われたみやざきフェニックス・リーグでは直球が155km/hを記録した。育成選手の規約に基づき、10月31日付で自由契約選手として公示されたが、11月9日に育成再契約を結んだ。
2023年の夏には自身最速の161km/hを記録。イースタン・リーグ39試合に登板し、2勝2敗22セーブ、防御率4.00でリーグの最多セーブ投手のタイトルを獲得した。11月15日、250万円増となる推定年俸500万円で育成再契約した。
2024年は自身初の一軍キャンプに抜擢されると、練習試合やオープン戦では、実戦8試合で1失点（オープン戦には5試合で1失点の防御率2.25）と好投を見せた。開幕時点では支配下登録はされなかったが、4月5日に支配下登録された。背番号は79。14日、感染症特例で出場選手登録を抹消された則本昂大の代替選手として、初めて出場選手登録された。ビハインドの最終回での3試合の登板を経て、23日、則本の復帰に伴い登録抹消となった。イースタン・リーグ35試合に登板し、0勝3敗0セーブ、防御率6.23で、30回1/3を投げて与四球37と制球に苦しみ、二軍でも結果を残せなかった。再度の昇格機会を得られぬまま、シーズン終了後の10月5日に翌年の契約を結ばないことが球団から通告され、清宮は「プロでできるなら、自分はまだまだやりたいと思います」と現役続行を望む意向を示したと報じられた。11月14日に12球団合同トライアウトに参加し、ケース打撃で参加選手中最速の154km/hを計測した。菅野剛士を3球三振に仕留め、続く鈴木将平にフォークボールを安打にされたものの、2人の打者に投じたストレートはいずれも球速が150km/hを超えていた。

### 日本ハム時代
2024年11月21日、北海道日本ハムファイターズの育成選手として入団することが発表された。背番号は115に決まった。推定年俸は700万円となった。

## 選手としての特徴
球種は、ストレート、スライダー、カットボール、フォークボール、カーブ。最速161km/hのストレート、縦に大きく割れるカーブ、鋭い切れ味のスライダーが特長。
制球を課題とし、牽制やバント処理も苦手とする。
理想像はライデル・マルティネス。
入団当初は先発で起用されていたが、トミー・ジョン手術からの復帰後は抑えに配置転換された。

## 人物
特技はボイスパーカッションで、楽天の入団会見でも披露した。

## 詳細情報

### 年度別投手成績
| 年 度     | 球 団     | 登 板 | 先 発 | 完 投 | 完 封 | 無 四 球 | 勝 利 | 敗 戦 | セ 丨 ブ | ホ 丨 ル ド | 勝 率 | 打 者 | 投 球 回 | 被 安 打 | 被 本 塁 打 | 与 四 球 | 敬 遠 | 与 死 球 | 奪 三 振 | 暴 投 | ボ 丨 ク | 失 点 | 自 責 点 | 防 御 率 | W H I P |
| --------- | --------- | ----- | ----- | ----- | ----- | -------- | ----- | ----- | -------- | ----------- | ----- | ----- | -------- | -------- | ----------- | -------- | ----- | -------- | -------- | ----- | -------- | ----- | -------- | -------- | ------- |
| 2024      | 楽天      | 3     | 0     | 0     | 0     | 0        | 0     | 0     | 0        | 0           | ----  | 16    | 3.0      | 4        | 0           | 3        | 0     | 0        | 1        | 1     | 0        | 4     | 4        | 12.00    | 2.33    |
| 通算：1年 | 通算：1年 | 3     | 0     | 0     | 0     | 0        | 0     | 0     | 0        | 0           | ----  | 16    | 3.0      | 4        | 0           | 3        | 0     | 0        | 1        | 1     | 0        | 4     | 4        | 12.00    | 2.33    |

- 2024年度シーズン終了時

### 年度別守備成績
| 年 度 | 球 団 | 投手  | 投手  | 投手  | 投手  | 投手  | 投手     |
| 年 度 | 球 団 | 試 合 | 刺 殺 | 補 殺 | 失 策 | 併 殺 | 守 備 率 |
| ----- | ----- | ----- | ----- | ----- | ----- | ----- | -------- |
| 2024  | 楽天  | 3     | 0     | 0     | 0     | 0     | ----     |
| 通算  | 通算  | 3     | 0     | 0     | 0     | 0     | ----     |

- 2024年度シーズン終了時

### 記録
初記録
- 初登板：2024年4月14日、対千葉ロッテマリーンズ3回戦（楽天モバイルパーク宮城）、9回表に3番手で救援登板・完了、1回3失点[34]
- 初奪三振：2024年4月18日、対オリックス・バファローズ6回戦（楽天モバイルパーク宮城）、9回表に宗佑磨から見逃し三振

### 背番号
- 135（2019年[8] - 2024年4月4日）
- 79（2024年4月5日[23] - 同年終了）
- 115（2025年[1] - ）